# Araucaria columnaris
Pin colonnaire
Espèce
Classification phylogénétique
Statut de conservation UICN

 LC  : Préoccupation mineure
Le pin colonnaire (Araucaria columnaris) est une espèce d'Araucariacée endémique de la Nouvelle-Calédonie.

## Description

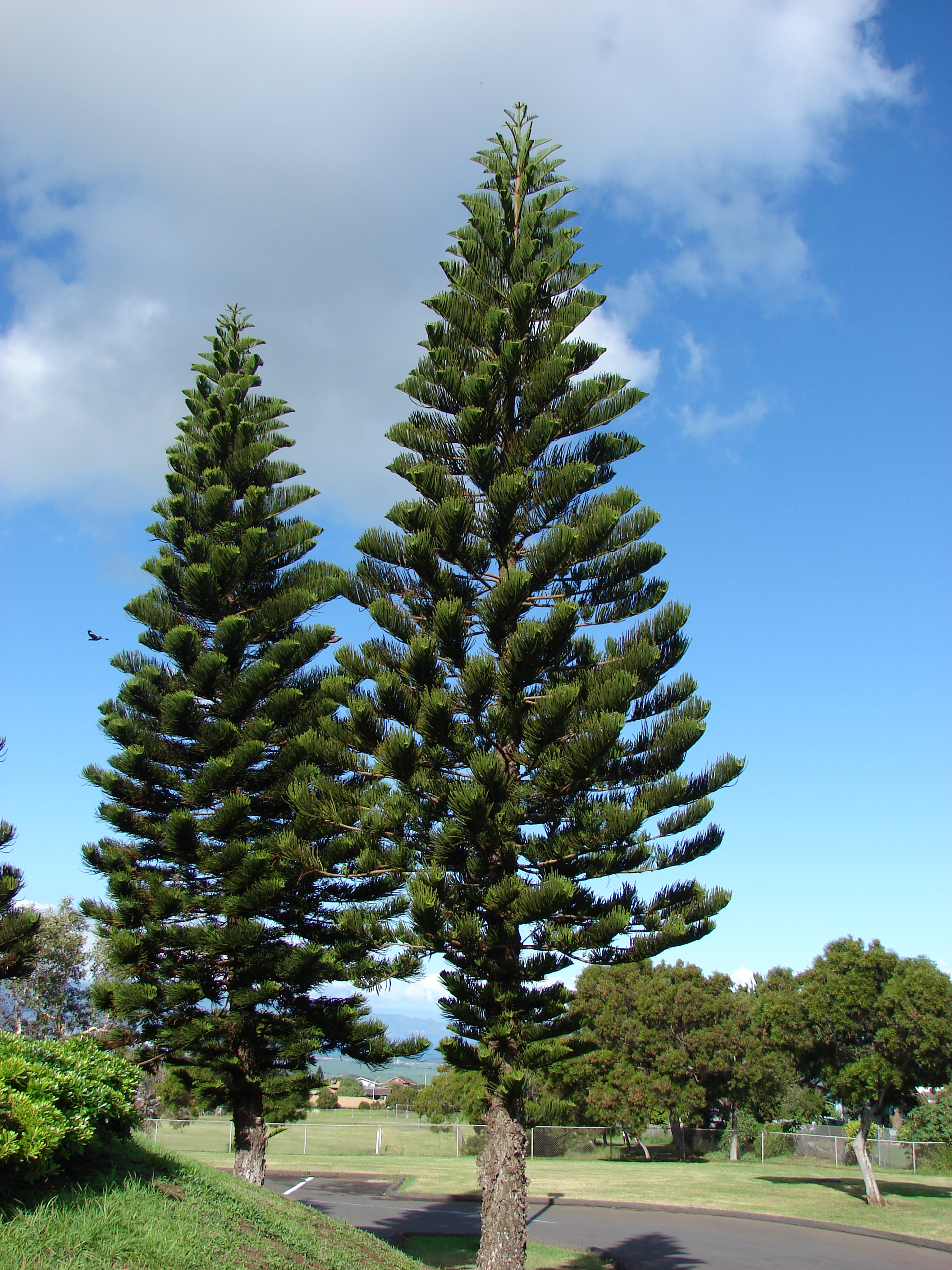
Pins colonnaires.

### Aspect général
Cet arbre pousse tout en hauteur, formant une colonne pouvant atteindre 60 m.

### Port
En Nouvelle-Calédonie, dont il est originaire, il pousse verticalement. Cependant, dans les autres régions du globe où il a été introduit, il pousse normalement jusqu'à une hauteur de 2 à 2,5 mètres puis se met à pousser en penchant vers l'équateur,. Ainsi, les arbres plantés dans l'hémisphère nord penchent vers le sud et ceux de l'hémisphère sud penchent vers le nord. Plus l'arbre se trouve loin de l'équateur et plus son inclinaison est prononcée. Cette inclinaison n'est pas un phénomène marginal puisque 91 % des spécimens situés hors de la Nouvelle-Calédonie en sont affectés. Sa cause est pour l'heure inexpliquée : génétique, tropisme, magnétisme.

## Répartition
Comme 13 espèces d'Araucarias sur 19, le pin colonnaire est endémique de la Nouvelle-Calédonie.
C'est le fameux arbre qui couvre l'Île des Pins à laquelle il a donné son nom. James Cook, en 1774, alors qu'il apercevait de son navire ces grands arbres couvrant les rivages d'une île sur laquelle il n'osa pas débarquer, la baptisa Isle of Pines.

## Symbolique
Dans la culture kanak, cet arbre est planté dans les lieux sacrés, sur l'allée centrale qui mène à la grande case et autour des habitations des hommes de haut rang.

### Utilisation
Il s'agit d'une des espèces utilisées comme sapin de Noël à La Réunion. 

## Galerie

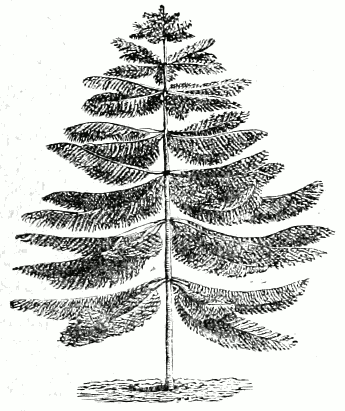
Schéma expliquant l'attache des branches.
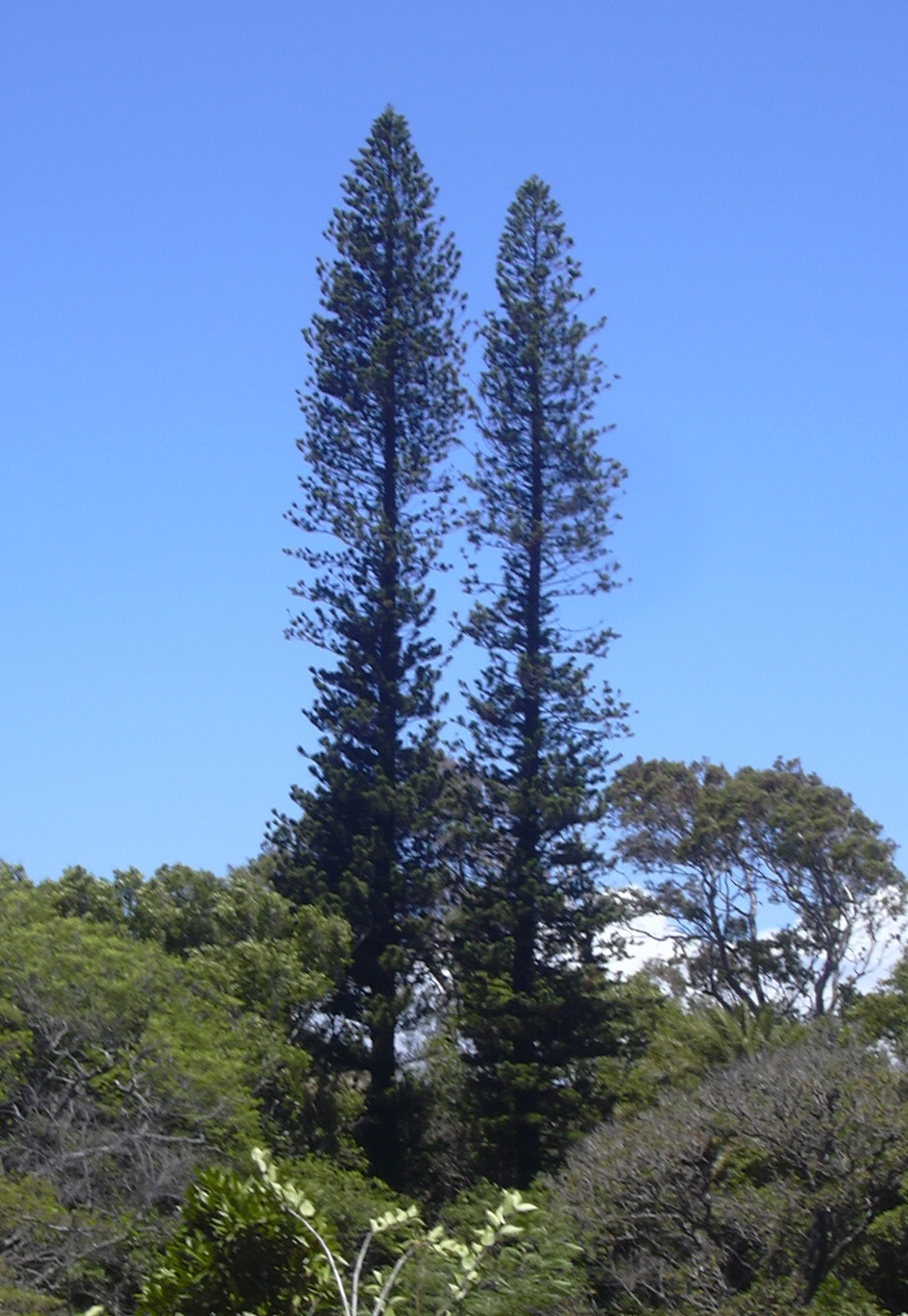
La forme spécifique de colonnes.
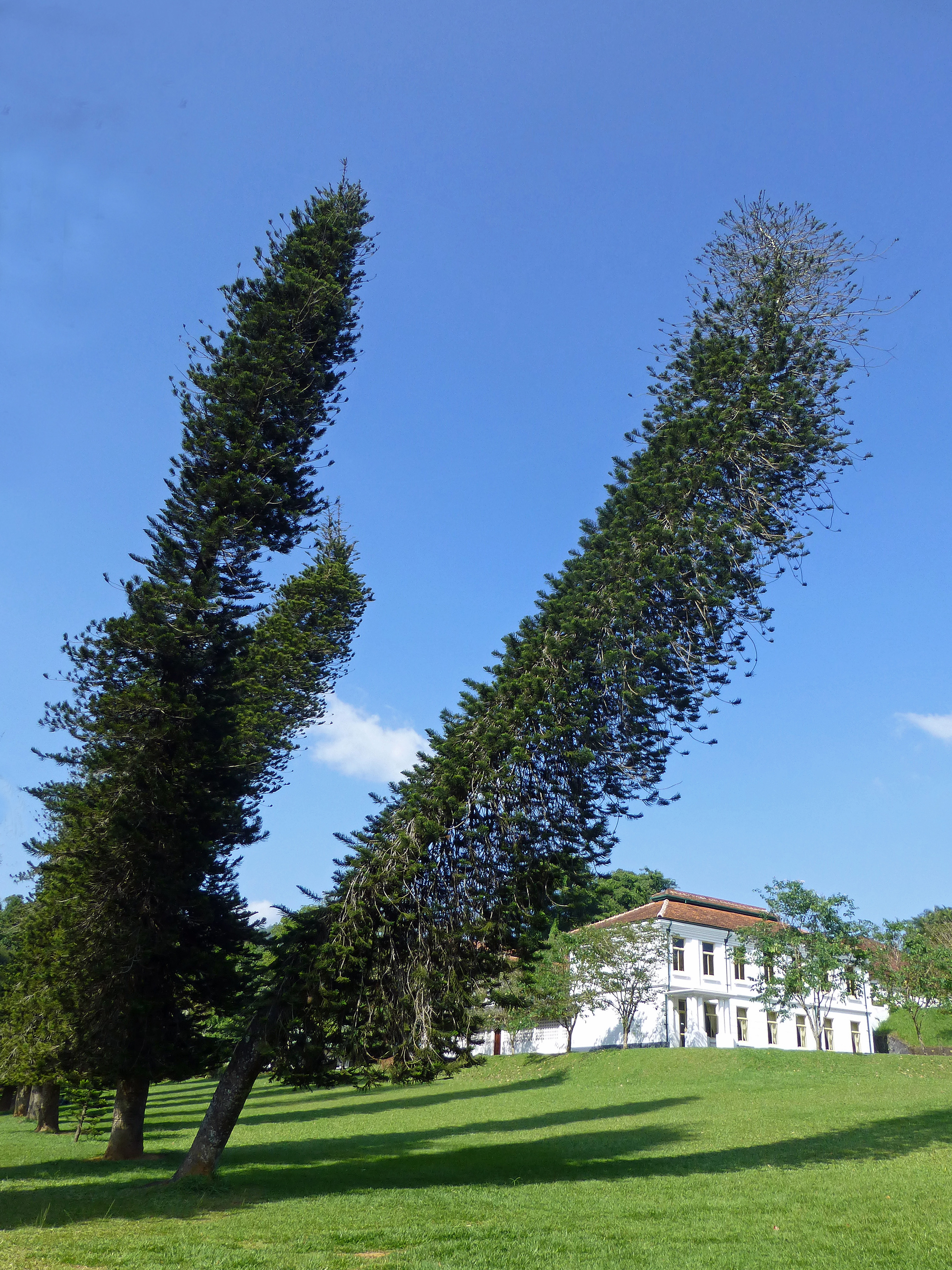
Pins colonnaires penchés au Sri Lanka.
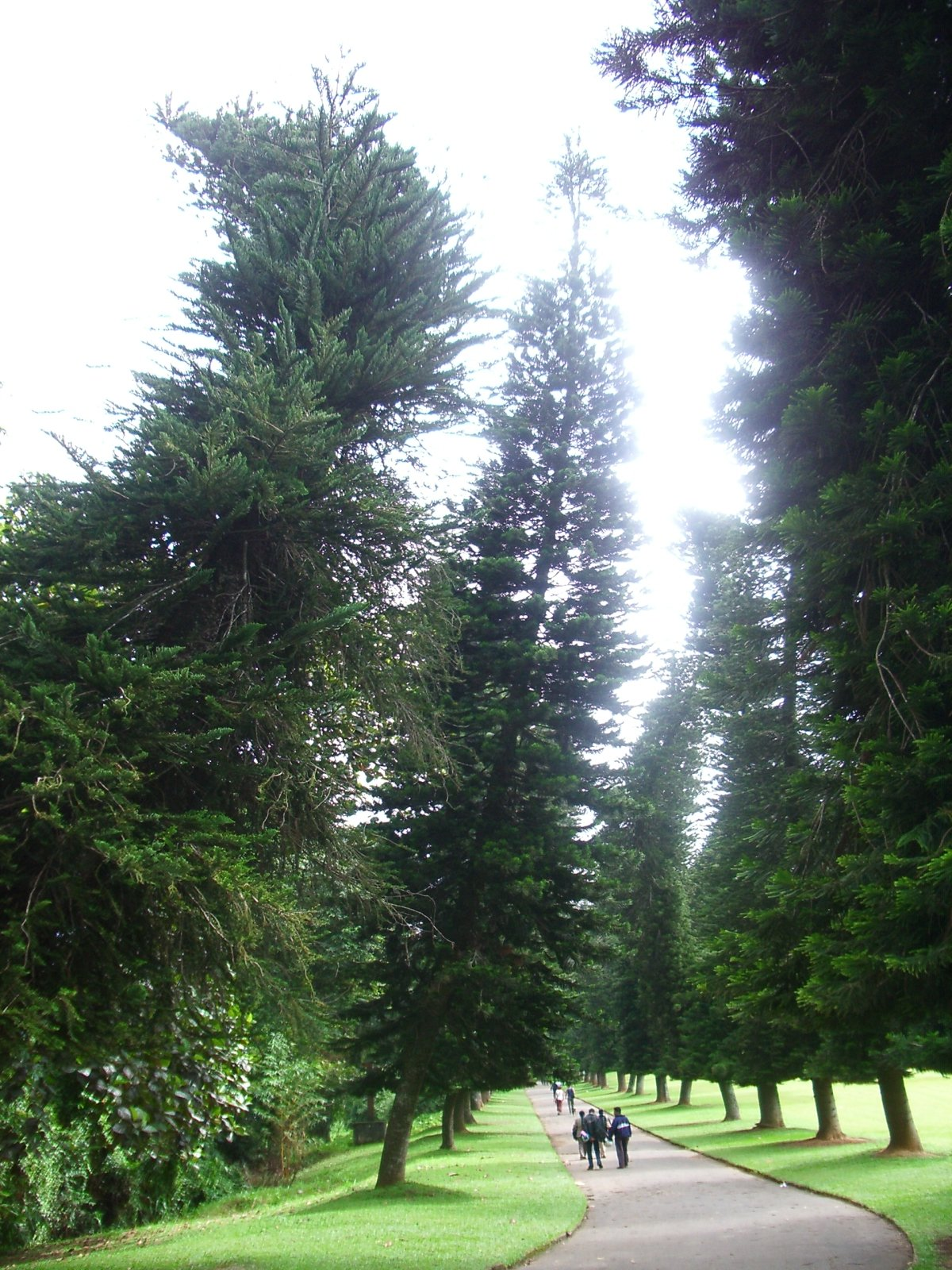
Pins colonnaires penchés.
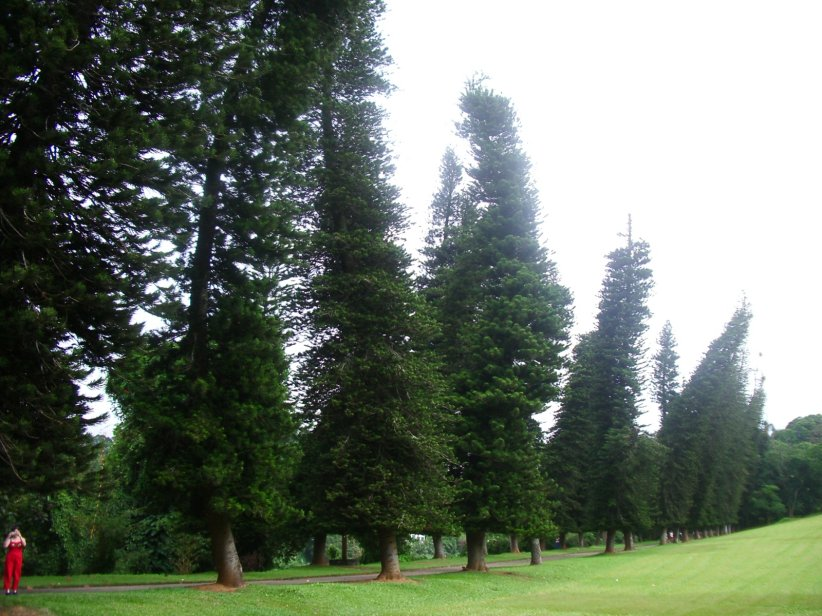
Pins colonnaires penchés.
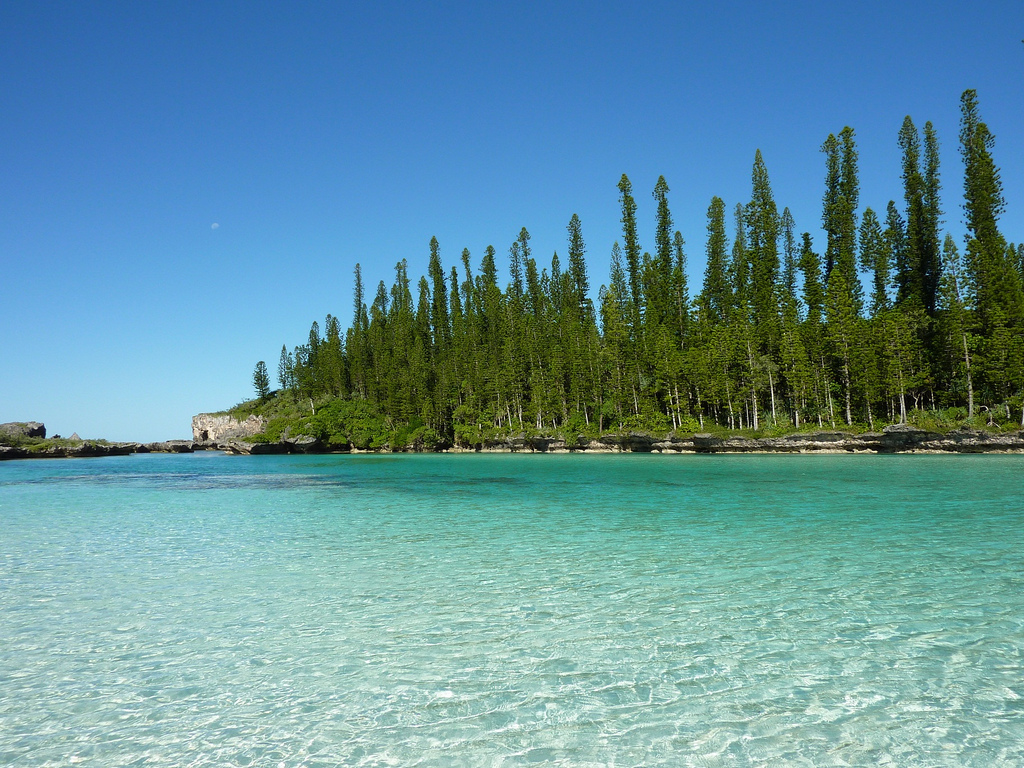
Île des Pins, Nouvelle-Calédonie.
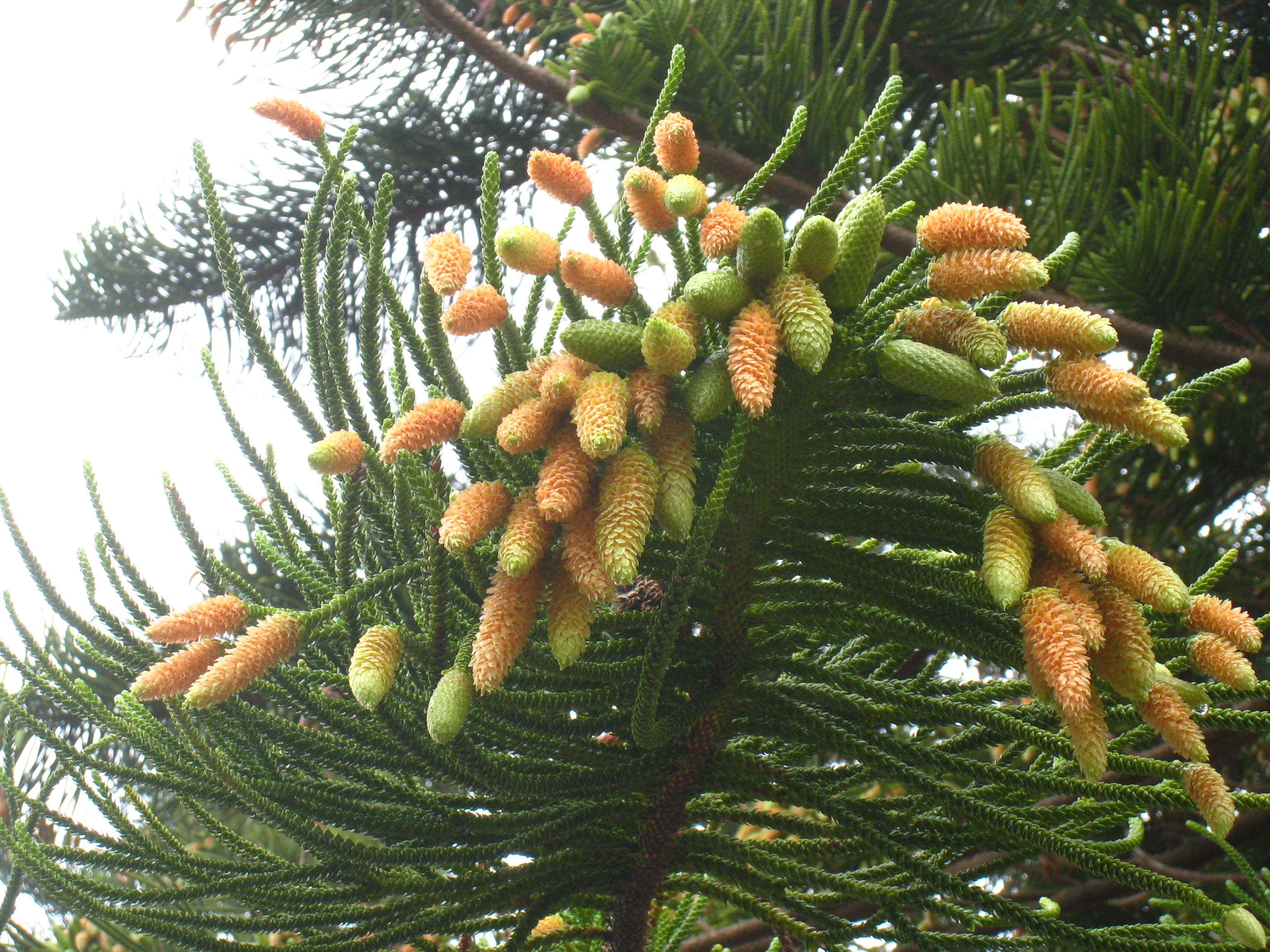
Cônes mâles.
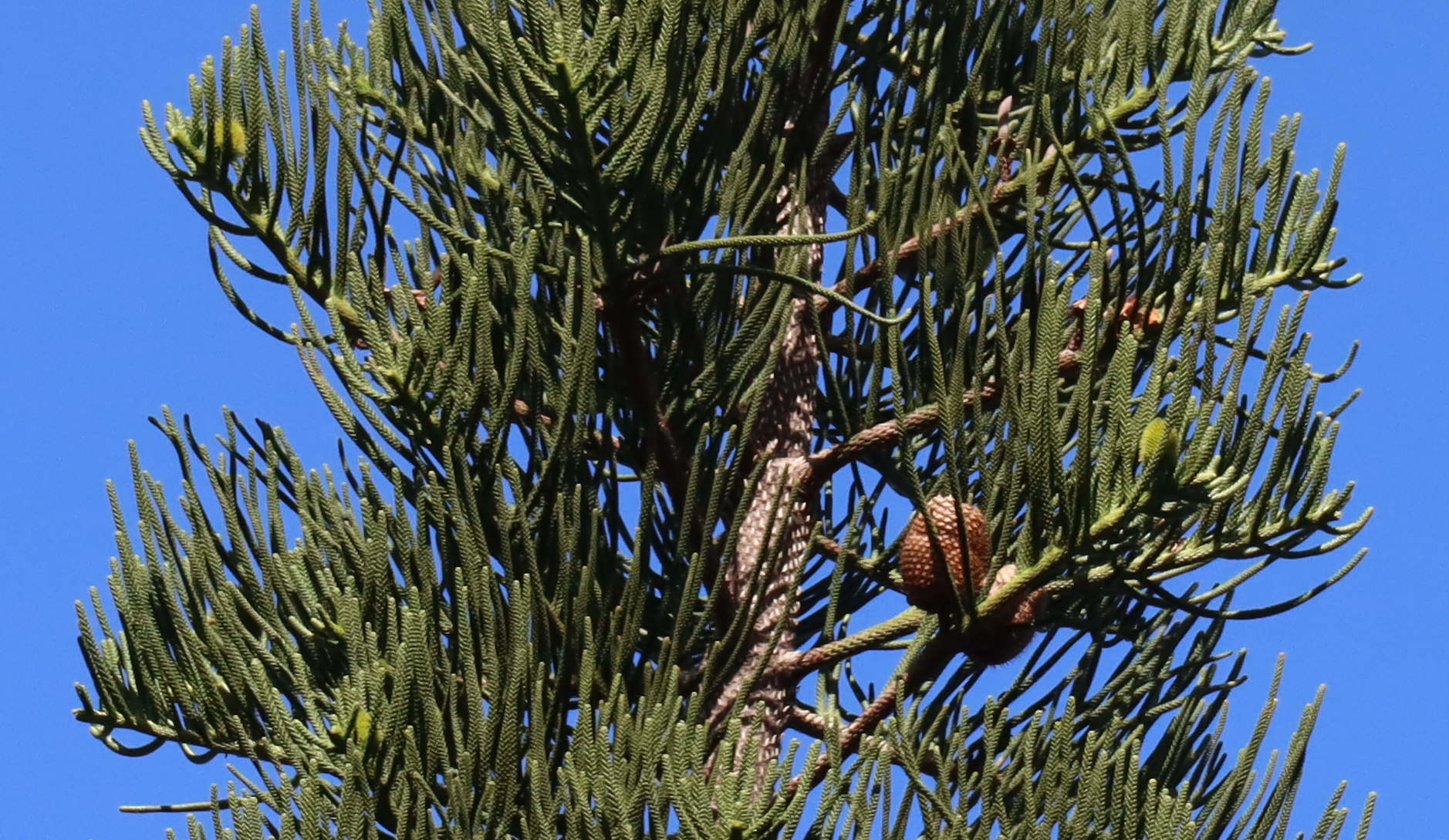
Cônes femelles.
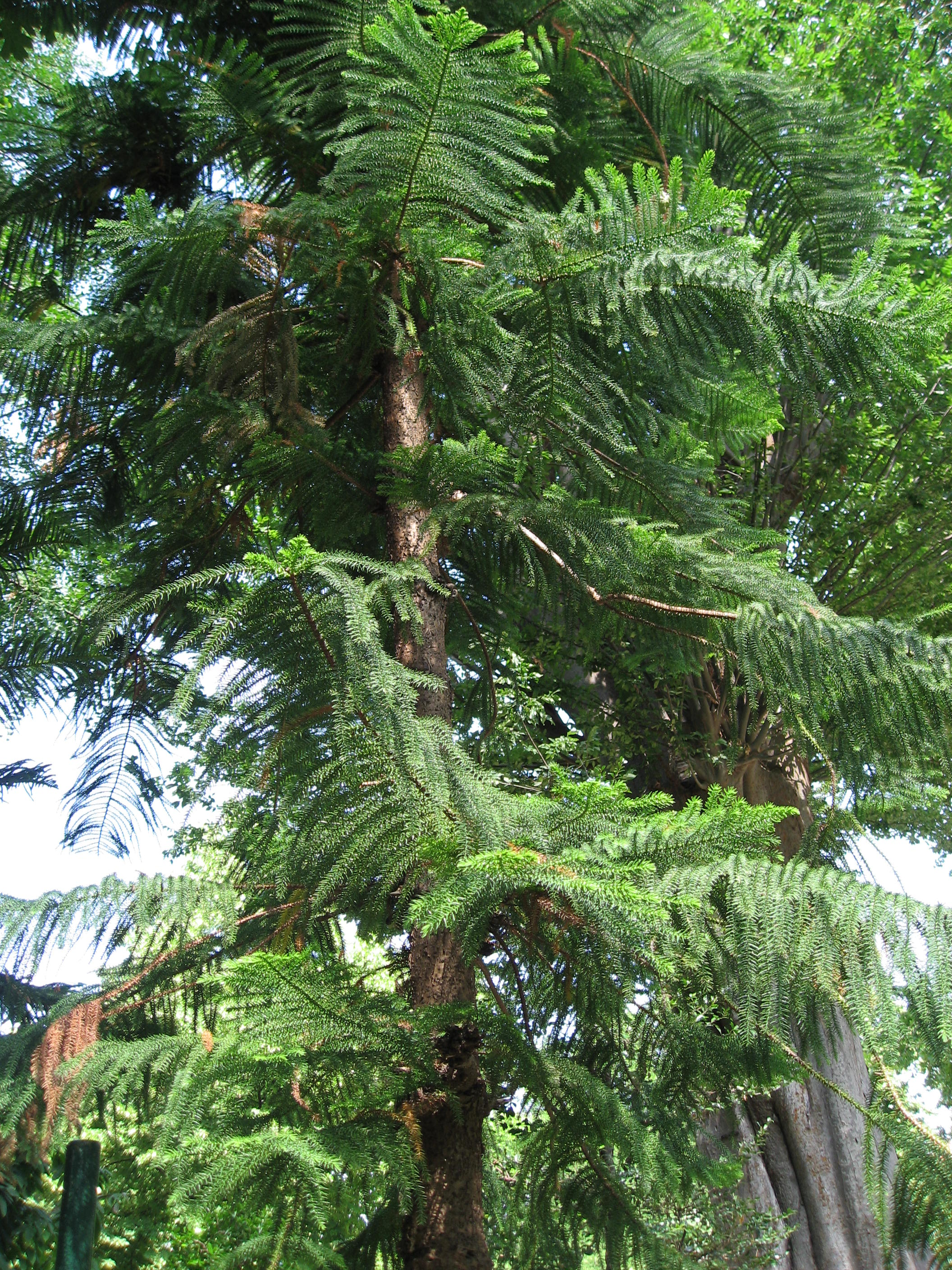
Feuillage.